# Stringocephalus burtini
Stringocephalus burtini ist ein relativ großwüchsiger Brachiopode mit schnabelartig vorragendem Wirbel der Stielklappe aus der Ordnung der Terebratulida. Im deutschsprachigen Raum ist die Art deshalb auch unter ihrem Trivialnamen als „Eulenkopf“ bekannt. Stringocephalus burtini gilt klassisch als leitend für das obere Mittel-Devon (Givetium).

## Etymologie und historisches zur Taxonomie
Der Gattungsname Stringocephalus (Sandberger 1842) leitet sich ab vom altgriechischen στρίγξ (strinx – Nachtvogel, Eule) und dem altgriechischen κεφαλή (kephalē – Kopf).
Der Artname burtini wird bereits von Defrance in seiner Erstbeschreibung von 1827 verwendet („strigocéphale de Burtin, strigocephalus Burtini“) und ist eine Hommage an den niederländisch-belgischen Arzt und Naturforscher François-Xavier de Burtin (1743–1818)
In der Fachliteratur finden sich häufig unterschiedliche Varianten des vollständigen wissenschaftlichen Namens wie etwa:
- Stringocephalus burtini (Defrance, 1825)
- Stringocephalus burtini (Defrance in Blainville, 1825)
- Stringocephalus burtini (Defrance, 1827)
- Stringocephalus burtini (Defrance in Blainville, 1827)
- Stringocephalus burtini (Defrance, 1825–1827)

etc.

Einen ersten Hinweis auf die Ursache dieser unterschiedlichen Schreibweisen bietet bereits eine Abhandlung des österreichischen Geologen Eduard Suess aus dem Jahr 1853. Suess bemerkt darin:

„Wenn man von der sehr zweifelhaften Figur in Schlotheim's Petrefactenkunde, […] absieht, […], so war es zuerst Defrance, der im Jahre 1827 im 51. Bande des Dictiotin. de sciences natur. p. 102 dieses Geschlecht aufstellte und zu den Abbildungen bereits eine Zeichnung des Schlosses, beider grossen Septa, sowie der sogenannten Brücke hinzufügte; die Exemplare waren von Chimay in Belgien. — 1825 copirt Blainville (Manuel d. Malacol. p. 511. t. LIII.) die Figuren von Defrance, vereinigt jedoch Strygocephalus als eine Unterabteilung mit Terebratula.“

Tatsächlich erschien im Textband des „Manuel de Malacologie et de Conchyliologie“ von 1825 nur eine sehr rudimentäre Kurzbeschreibung mit einem Hinweis auf die Abbildungen im dazugehörigen Tafelband. Letzterer erschien jedoch erst 1827, annähernd zeitgleich mit einer detaillierteren Beschreibung im „Dictionnaire des Sciences Naturelles“. Da die Einzeleinträge im „Manuel de Malacologie et de Conchyliologie“ streng genommen jeweils als Nomen nudum zu werten sind, wird hier die Schreibweise „Stringocephalus burtini (Defrance, 1825–1827)“ bevorzugt und auf alle drei Zitate verwiesen.
Die Stellung von Stringocephalus burtini als Vertreter einer eigenständigen Gattung Stringocephalus war im 19. Jhd. lange umstritten. Danach springt das Pendel in die entgegengesetzte Richtung um und alle ähnlichen Formen werden, wie bereits Cloud, 1942 bemängelte, pauschal als Stringocephalus burtini klassifiziert. Einigermaßen Ordnung in das Chaos brachte erst eine umfassende Analyse durch Struve, 1992. Vor allem beim Studium älterer Fachliteratur ist deshalb Vorsicht angebracht welche Spezies tatsächlich gemeint ist.

## Merkmale

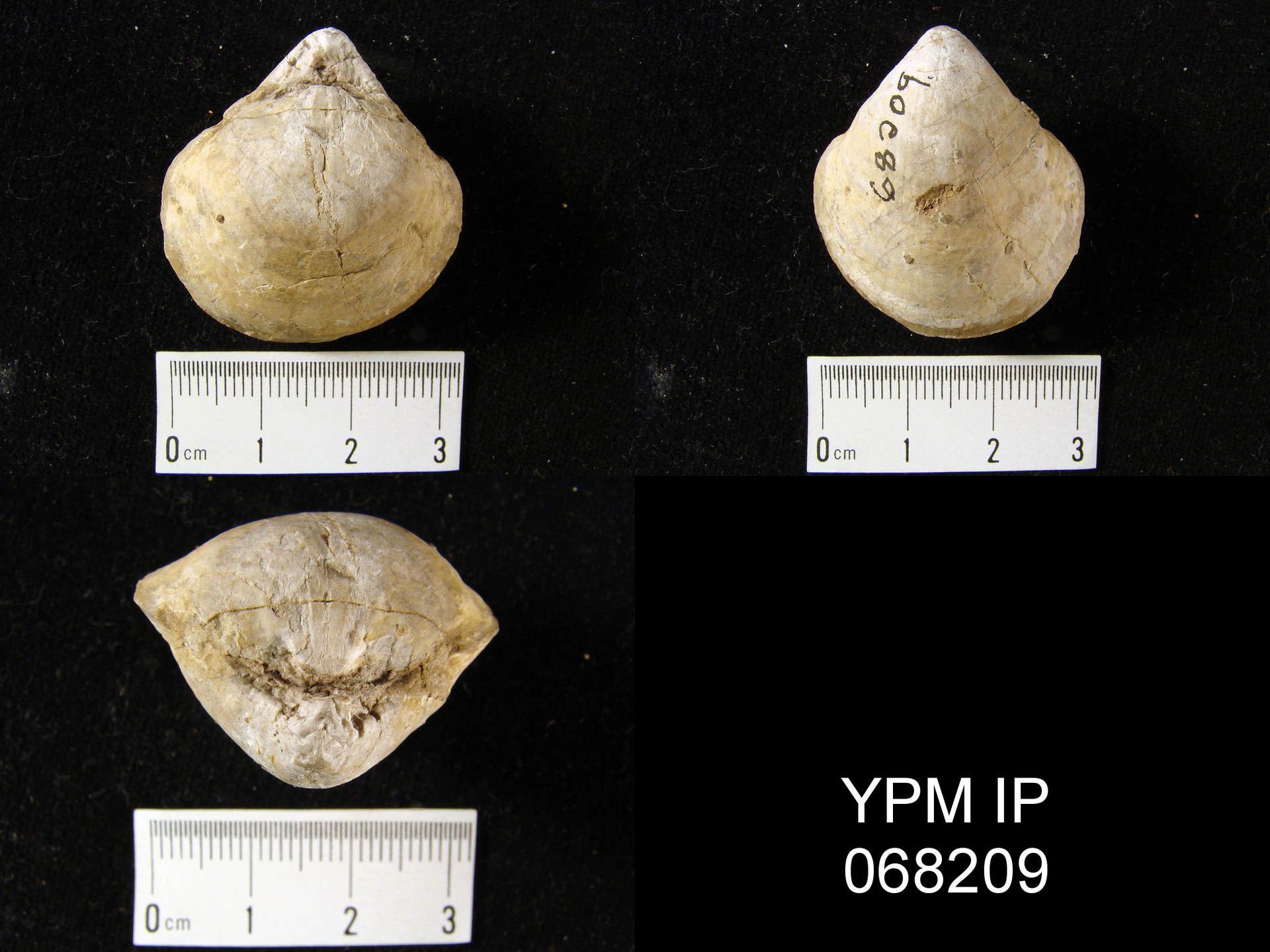
Stringocephalus burtini in Dorsalansicht (links oben) Ventralansicht (rechts oben) und Posterioransicht (links unten). Yale Peabody Museum of Natural History; YPM IP 068209.

Die Beschreibung erfolgt, sofern nicht anders angegeben, in Anlehnung an Cloud, 1942.

### Äußere Form der Schalen und Internstruktur
Stringocephalus burtini ist ein relativ großwüchsiger Brachiopode dessen Schalen Durchmesser von bis zu über 11 cm erreichen können. Die beiden Klappen der Schale sind jeweils etwa ebenso lang wie breit, von rundlichem Umriss und stark konvex gewölbt. Die Schalen-Außenseite ist glatt und, abgesehen von konzentrischen Anwachsstreifen, weitgehend unskulpturiert.
Der vordere Teil der Kommissurlinie (Stirnrand) ist gerade (rectimarginat); Sinus und Wulst sind nicht vorhanden. Der Schloßrand ist gleichmäßig gebogen. Die Stielklappe (Ventralklappe) weist einen stark vorspringenden, schnabelartig einwärts gekrümmten Wirbel auf. Das Stielloch (Foramen) ist rundlich bis oval und liegt in der Mitte des Deltidiums („hypothyrid“).
Die Internstruktur der Schalen ist, wie bei allen Vertretern der Terebratulida, punctat.

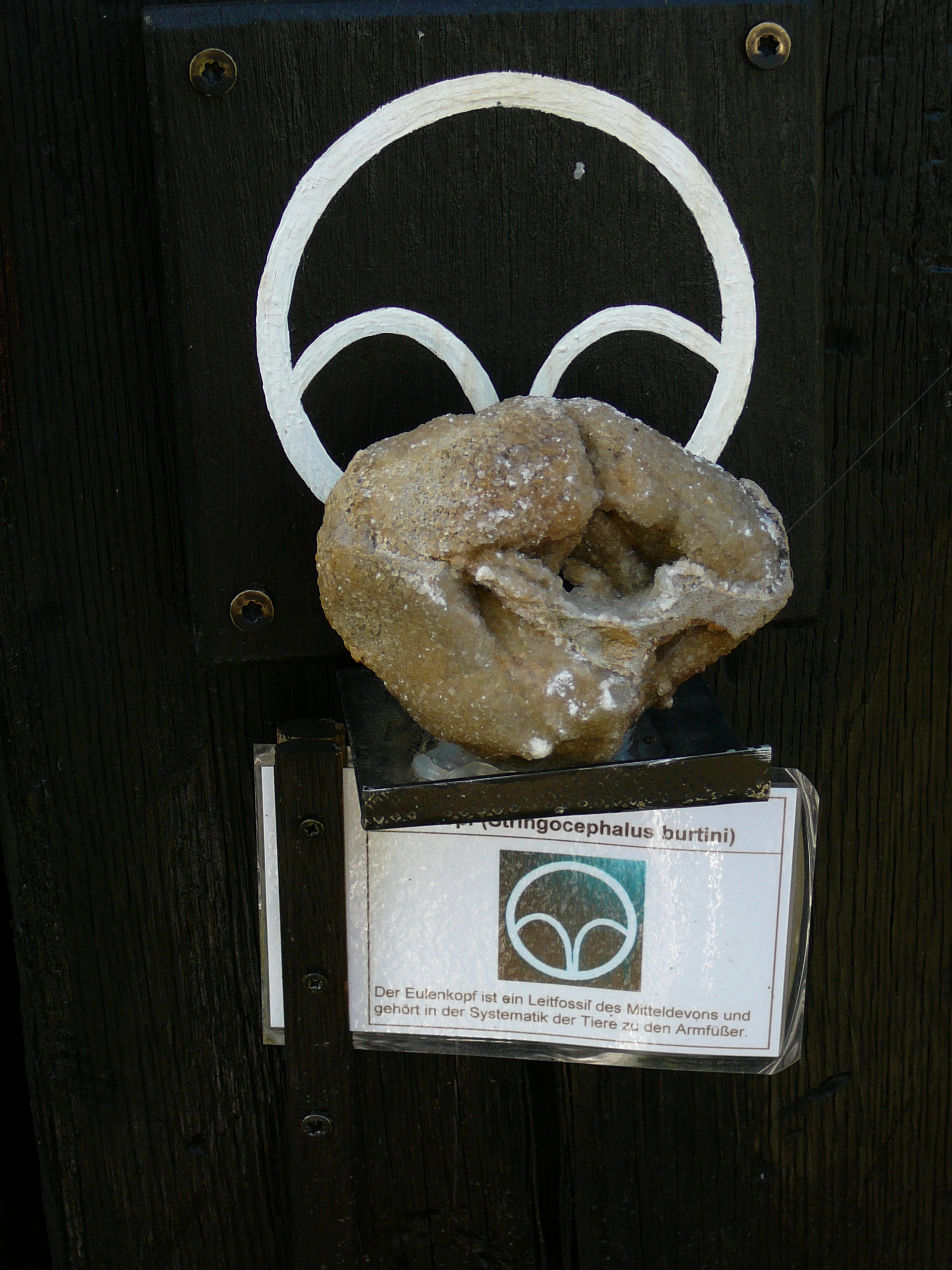
Stringocephalus burtini in Steinkernerhaltung. An der Oberseite deutlich erkennbar ist die Einschnürung durch das Medianseptum der Armklappe.

### Innere Schalenmerkmale
Sowohl Stielklappe (Ventralklappe) als auch Armklappe (Dorsalklappe) tragen mittig auf der Innenseite ein kielartig vorspringendes Medianseptum. Das Medianseptum der Stielklappe ist stärker ausgebildet und länger als jenes der Armklappe.
Das Armgerüst (Brachidium) ist schleifenförmig (ancylopegmat) und verläuft, weit außen liegend, weitgehend parallel zum Schalenrand der Armklappe. Vom Innenrand der Schleife verlaufen stachelartige Auswüchse nach innen („stringocephalides Armgerüst“). Verwandten Formen, wie z. B. Stringocephalus gubiensis aus dem unteren Mittel-Devon (Eifelium) von Südchina fehlen diese stachelartigen Fortsätze an der Armgerüstschleife.
Der von der Armklappe ausgehende Schlossfortsatz ist ungewöhnlich lang und reicht fast bis zur Innenseite der Stielklappe. Das Ende des Schlossfortsatzes ist tief eingeschnitten und gegabelt um dem Medianseptum der Stielklappe Platz zu bieten.
Vom Foramen ausgehend ist der Stiel nach innen führend teilweise von einer kalzitischen Röhre (Syrinx) ummantelt.

### Farbmusterung der Schale
1988 beschrieben Blodgett et al. aus dem Givetium von Südengland Exemplare von Stringocephalus burtini in Schalenerhaltung, welche noch Reste einer Farbmusterung erkennen ließen. Nachgewiesen sind komplexe Muster aus konzentrischen und radialen Farbbändern.

## Ontogenetische Entwicklung und Paläoökologie
Detailuntersuchungen an mehr als 200 Einzelindividuen von Stringocephalus burtini aus dem Heiligkreuzgebirge Polens lassen Rückschlüsse auf die Ontogenese und teilweise auch die Lebensweise der Brachiopodenart zu. Die Größe der untersuchten Schalen reichte von ca. 0,7 mm bis zu mehreren cm. Die wesentlichen Entwicklungstendenzen sind:
- Bei Individuen <2,5 mm ist der Schloßfortsatz keine gegabelte Einzelstruktur, sondern besteht aus zwei deutlich getrennten, unabhängigen Einzelfortsätzen, die sich erst im weiteren Verlauf des Wachstums vereinigen.
- Bei juvenilen Exemplaren bis 6 mm Schalendurchmesser ist der Wirbel der Stielklappe ungewöhnlich groß (bis zu 52 % der Gesamtschalenlänge) und noch nicht stark einwärts gekrümmt.
- Die Stielöffnung ist bei juvenilen Formen weit geöffnet und wächst im Laufe der Individualentwicklung zunehmend zu; bei gerontischen Individuen ist sie vollständig verschlossen und infunktional.

Aus diesen Entwicklungstendenzen lässt sich schlussfolgern, dass Jungtiere zunächst mit ihrem Stiel am Substrat festgeheftet waren, im weiteren Verlauf der Individualentwicklung dann aber lose am Substrat auflagen. Die initiale Orientierung war mit der Armklappe am Substrat aufliegend. Bei vielen Fossilien in Lebendstellung lässt sich jedoch auch feststellen, dass das Tier mit der Stielklappe am Substrat auflag und seine Orientierung entweder durch Strömung oder Eigenaktivität geändert hat. Durch die stark bikonvexe Schalenform und einen weit hinten liegenden Schwerpunkt war wohl in beiden Fällen eine für das Herbeistrudeln von Nahrung günstige Orientierung der Schalenöffnung gegeben, so dass dem Tier vermutlich auch aus der verdrehten Orientierung kein wesentlicher Nachteil entstand.
Stringocephalus burtini war ein typischer Bewohner der Tabulaten-Stromatoporen-Riffe des Mittel-Devons. Aufgrund seiner Größe und seiner dicken Schalen wurde der Brachiopode zunächst für einen Bewohner des turbulenten Riffkern-Bereiches gehalten. Neuere sedimentologische und mikrofazielle Untersuchungen, sowie die oben angeführten Beobachtungen zu Ontogenese weisen allerdings darauf hin, dass der ursprüngliche Lebensraum eher in den etwas ruhigeren Gewässern des Hinterriffs bzw. der Lagune nicht weit hinter dem eigentlichen Riff anzusetzen ist. Lagenweise Anreicherungen von (häufig zerbrochenen) Stringocephalus-Schalen die eine stärkere Durchbewegung der Wassersäule andeuten, werden heute in der Regel als Ergebnisse kurzfristiger Sturmereignisse (Tempestite) interpretiert.

## Verbreitung und Brauchbarkeit als Leitfossil
Belegte Fundstellen von Stringocephalus burtini erstrecken sich vom Süden Englands und dem Norden Frankreichs über die Ardennen Belgiens (Typlokalität), die Massenkalke („Stringocephalus-Schichten“) des Rheinischen Schiefergebirges, das Heiligkreuzgebirge Polens, die Karnischen Alpen im Grenzgebiet Österreich/Italien, bis nach Süd-China und Vietnam.
Für die Vertreter der Gattung Stringocephalus aus Süd-China wurde eine durchgehende phylogenetische Entwicklungslinie von Stringocephalus gubiensis (Eifelium) über Stringocephalus burtini (Givetium) zu Stringocephalus obesus (Givetium) vorgeschlagen.
Stringocephalus burtini gilt als klassische Leitfossil für das obere Mittel-Devon (Givetium). Zeitweise wurde das Givetium tatsächlich sogar über das Erstauftreten bzw. Verschwinden von Stringocephalus burtini definiert. Fortschritte in der Conodonten-Stratigraphie führten jedoch zu einer Neudefinition der Stufe, die heute über das Erstauftreten der Conodonten Polygnathus hemiansatus (Grenze Eifelium-Givetium) und Ancyrodella rotundiloba bzw. Polygnathus asymmetricus (Grenze Givetium-Frasnium) eingegrenzt wird.
Vergleiche mit der wesentlich detaillierteren Conodonten-Stratigraphie haben gezeigt, dass Stringocephalus burtini im Givetium in der Regel erst deutlich nach dem Erstauftreten von Polygnathus hemiansatus in Erscheinung tritt, das Auftreten dafür aber möglicherweise noch bis ins unterste Frasnium anhält. Durch seine weite Verbreitung in der neritischen Fazies des Mittel-Devons von Europa und Asien und seine charakteristischen Merkmale ist Stringocephalus burtini jedoch nach wie vor von Bedeutung als Faziesleitfossil.